# Beretta BM 59
Il Beretta BM 59 è un fucile da battaglia adottato ufficialmente dall'Esercito Italiano nel 1959. È stato l'ultimo tipo di tale fucile ad esser adottato dalle forze italiane: la distribuzione ai reparti cominciò nel 1962 ed è stato sostituito dall'AR 70/90, sempre della Beretta, negli anni novanta.

## Storia
Nel 1951 l'Esercito italiano adottò come arma d'ordinanza il fucile USA modello M1 Garand in calibro .30-06 (7,62 × 63 mm) e, a seguito di una prima fornitura, Beretta ottenne la licenza per la produzione in Italia. La NATO aveva intanto stabilito come requisiti per i fucili dei paesi aderenti al trattato una maggiore leggerezza rispetto al Garand, la capacità di tiro a raffica e l'adozione di uno stesso tipo di munizione, ovvero il 7,62 × 51 mm NATO, richiedendo quindi la modifica di armi esistenti o la progettazione di nuove.
Due erano gli obiettivi da raggiungere con la fornitura della nuova arma all'Esercito italiano: contenere i costi, data la difficoltà nello stanziamento dei fondi da parte del ministero della difesa, ed unificare i compiti operativi delle armi individuali fino ad allora in dotazione con un'unica arma. L'ingegner Domenico Salza, della Beretta, propose la modifica progressiva del Garand già in dotazione, con una spesa notevolmente inferiore a quella richiesta per la progettazione e costruzione di una arma totalmente nuova: infatti la modifica degli esistenti M1 (o la produzione ex novo del Garand modificato) avrebbe utilizzato quasi esclusivamente i macchinari di produzione del fucile preesistente.
La polivalenza di questa nuova arma permetteva di iniziare la dismissione di alcuni modelli di armi in dotazione all'esercito come l'Enfield (alcuni reggimenti ne erano ancora equipaggiati nei primi anni sessanta), di parte dei fucili Garand per quanto possibile, delle carabine Winchester M1 e dei mitra MAB il che avrebbe facilitato enormemente la logistica.
A seguito della riforma del 1975 che comportò una significativa contrazione organica dell'Esercito,  il FAL BM59 divenne l'arma standard per l'intera Brigata Paracadutisti "Folgore", per tutti i "Fucilieri Assaltatori" di qualsivoglia altra Brigata, per gli equipaggi degli MBT nonché per militari con incarichi particolari.
Il fucile M1 Garand invece rimase in dotazione per tutto il restante personale.
Il FAL BM59 inizia ad essere sostituito all'inizio degli anni novanta del passato secolo con il Beretta 70/90 nelle sue varie versioni.

## Caratteristiche
Il BM59 è un fucile da battaglia che può sparare in regime automatico o semiautomatico (fuoco selettivo).
A differenza del fucile da cui deriva, è dotato di:
- un caricatore posto inferiormente alla culatta da 20 colpi;
- un selettore di tiro a colpo singolo o raffica;
- un caratteristico tricompensatore, ovvero un manicotto tromboncino frangifiamma (montato permanentemente sulla versione con il calcio completo o in quello ripiegabile lungo il fusto per truppe alpine mentre nella versione truppe avio anch'essa comprensiva di calcio pieghevole era smontabile per ridurre al massimo lo spazio occupato dall'arma) che funge anche da freno di bocca e che consente di utilizzare le granate a codolo tipo Energa e SuperEnerga a carica cava.
- un alzo specifico (chiamato alidada) per il tiro teso della versione anticarro a carica cava delle sopraddette granate era situato sulla volata prima del tromboncino verso il calcio. Portando l'alidada in posizione di utilizzo, ovvero in posizione verticale, si blocca il flusso dei gas diretti al pistone (destinato a far retrocedere l'otturatore per il caricamento di una nuova cartuccia). In questo modo i gas prodotti dalla combustione della carica di lancio vengono utilizzati completamente per il tiro della granata da fucile. Riguardo all'utilizzo anticarro per effettuare il tiro teso con la granata, bisognava collimare il bersaglio con una delle tre tacche di mira da 75, 100 e 120 metri presenti sull'apposita piastrina mobile da inserire nel sopracitato alzo prima dell'eventuale utilizzo, con il calcio dell'arma infilato saldamente sotto l'ascella del braccio ed impugnando l'arma sulla sua impugnatura a pistola, mentre l'altro braccio veniva infilato tra la cinghia e l'arma effettuando una leggera pressione sulla cinghia verso l'esterno. Il tutto sia per un più facile inquadramento del bersaglio e sia per ammortizzare meglio il forte rinculo dovuto al blocco del foro di recupero gas.
- un grilletto ripieghevole detto "invernale " per l'uso con guanti e per il lancio di granate energa, questo per non infilare il dito nel normale grilletto dato che il forte rinculo dello stesso poteva danneggiare le dita.

## Varianti
Fu prodotto in cinque varianti principali:
- BM59 Modello I, con calcio in legno. Conosciuto in Italia come "ITAL" e sul mercato estero come "BM59 Mk-1".
- BM59 Modello II con calcio in legno e impugnatura a pistola per migliorare la tenuta da parte dell'operatore nel tiro automatico. Conosciuto sul mercato dell'esportazione come "BM59 Mk-2". In Italia non è mai stato impiegato militarmente, ma è stato venduto in quantitativi molto significativi all'esercito della Nigeria, divenendone per un certo periodo il fucile d'ordinanza e guadagnandosi anche l'appellativo di "Nigerian Type".
- BM59 Modello III, con calcio metallico ripiegabile e impugnatura a pistola, progettato appositamente per gli Alpini Italiani e conosciuto dunque in Italia come "ITAL-TA" (TA per "Truppe Alpine") o semplicemente Fal (pensando erroneamente che Fal stesse per fucile alpino). Una variante del modello III, chiamata "ITAL-Para', o 'TP", è specificamente destinata alle truppe paracadutiste, e come tale utilizza un tricompensatore asportabile per ridurre ulteriormente le dimensioni e facilitare gli aviolanci. Conosciuto sul mercato dell'esportazione come "BM59 Mk-3".

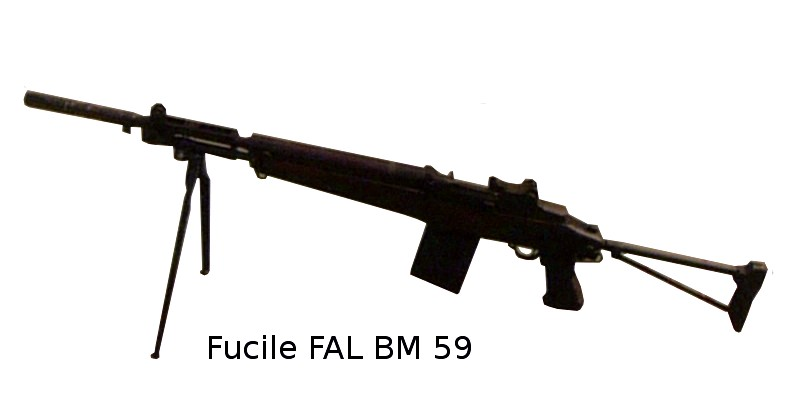
Beretta BM 59, versione ITAL-TA

- BM59 Modello IV, con canna pesante e calcio in plastica, era studiato come arma di supporto nel ruolo di mitragliatrice leggera di squadra. Conosciuto in Italia come "ITAL-Pesante" e sul mercato dell'esportazione come "BM59 Mk-4", non è mai stato effettivamente utilizzato né tanto meno acquisito in quantitativi significativi dalle Forze Armate italiane. Ancora una volta, il principale sbocco commerciale di questo modello fu la Nigeria, che lo produsse anche localmente negli arsenali governativi (DICON), così come il Modello II, per la maggior parte assemblandolo con parti importate dall'Italia.
- BM62, variante per il mercato civile, capace di solo tiro semi-automatico (a colpi singoli e non a raffica), era equipaggiato di un caricatore della capacità di soli cinque colpi calibro .308-Winchester, ed era privo sia del bipede ripiegabile che del caratteristico "tricompensatore", ovvero del manicotto, fisso sui modelli I, II e IV e rimovibile nel modello III, che funge ad un tempo da spegnifiamma, freno di bocca e lanciatore per le granate a codolo, sostituito da un rompifiamma diverso, fisso (non sostituibile col "tricompensatore") e che non consente il lancio di artifizi. La Beretta ne produsse poco più di tremila pezzi per il mercato civile italiano; un'arma molto simile denominata BM69, equipaggiata sia del "tricompensatore" militare che dell'originale caricatore da 20 colpi, fu assemblata dalla ditta statunitense Springfield Armory, inizialmente con parti importate dall'Italia poi interamente in loco con macchinari acquistati dalla Beretta, e fu venduta sul mercato civile americano durante gli anni ottanta (nello stesso periodo la Springfield Armory assemblò un certo quantitativo di BM59 a raffica). Più recentemente, la NUOVA JAGER srl ha immesso sul mercato civile italiano un'arma molto simile ma ulteriormente demilitarizzata, chiamata M-99, assemblata con Garand trasformati e parti di BM59 surplus, modificato nelle componenti meccaniche con lo stesso procedimento utilizzato dalla BERETTA per la versione civile BM62

## Impiego
Il BM59, nelle sue varianti, è stato adottato dall'Esercito Italiano e dalla Marina Militare italiana (per il battaglione San Marco e il Servizio difesa installazioni), dall'Arma dei Carabinieri, dal Corpo della Guardia di Finanza nonché da altri paesi tra cui Eritrea, Argentina, Marocco, Indonesia e Nigeria; questi ultimi due paesi ottennero anche la licenza di produzione in loco, che misero in atto sia fabbricando l'arma interamente che assemblandola con alcune parti d'importazione italiana.
In Italia è rimasto in servizio fino a metà degli anni novanta, sostituito progressivamente dal più moderno fucile d'assalto Beretta AR 70/90.
Il FAL BM59 venne impiegato dell'Esercito nel corso di diverse missioni in ambito ONU: 1983-1984 Operazione Italcon 1 e 2; in Somalia 1993-1994 era stato in dotazione ai Paracadutisti sino all'estate '93 (poi sostituito dal Beretta SCP 70/90) nonché ad alcuni Reparti della Brigata "Legnano" (poi sostituito dal Beretta AR 70/90 e SC 70/90); il FAL BM59 è stato in dotazione agli Alpini della Missione "Albatros" in Mozambico nel 1993-1994, ultimo impiego all'estero del fucile  da parte italiana.
Nel 2024 restavano preservati nei depositi dell'Esercito Italiano circa 30000 BM59 dei circa 100.000 acquistati a suo tempo.